# Shargacucullia anceps
Shargacucullia anceps là một loài bướm đêm thuộc họ Noctuidae. Nó được tìm thấy ở most parts của Tiểu Á, Liban, Cộng hòa Síp và Iran.
Con trưởng thành bay từ tháng 3 đến tháng 4. Có một lứa một năm.
Ấu trùng ăn các loài Verbascum.